# Утаґава Куніясу
Утаґава Куніясу (歌川 国安, 1794 — 1832) — японський митець, представник школи Утаґава, найбільш відомий своїми роботами в стилі укійо-е. Також творив під іменами Іппосай (一鳳斎) та Нішікава Ясунобу.
Про його життя мало що відомо. Ім'я при народженні — Ясуджіро (安治郎) або Анґоро (安五郎). Навчався у майстра школи Утаґава, Тойокуні.
Найбільш ранні роботи Куніясу, які збереглися — це ілюстрації до книги «Ханаші но момочідорі» (噺の百千鳥). Упродовж своєї творчої кар'єри він ілюстрував близько ста книг і створив сотні принтів красунь (біджін-ґа) та акторів (якушя-е). Роботи Куніясу видавалися навіть після його смерті у 1832 році, що може свідчити про його популярність.
Роботи Куніясу зберігаються у постійних колекціях багатьох музеїв світу, включаючи Британський музей, Музей ван Гога, Музей мистецтва Метрополітен, Музей мистецтв Індіанаполіса, Музей Вікторії та Альберта, Музей мистецтв Філадельфії, Бостонський музей витончених мистецтв та Національний музей дизайну Купер—Г'юїт.